# Garou: Mark of the Wolves
Garou: Mark of the Wolves is een vechtspel dat is ontwikkeld en uitgegeven door SNK. Het computerspel werd op 26 november 1999 uitgebracht als arcadespel en verscheen op 25 februari 2000 voor de Neo Geo.

## Beschrijving
Het is het negende spel in de Fatal Fury-reeks en introduceert een reeks nieuwe spelelementen zoals de T.O.P.-meter, waarmee een speler tijdelijk over extra krachten beschikt. Ook kan een speler bij een succesvolle blokkade direct een tegenaanval uitvoeren.
Als eindbaas speelt men tegen Grant, maar als de speler elke wedstrijd wint met een AAA-rang dan zal men tegen de geheime eindbaas Kain R. Heinlein vechten.
Het spel werd zeer positief ontvangen en was in 1999 het meest populaire arcadespel in Japan.

## Personages
| - Rock Howard - Terry Bogard - Kevin Rian - Bonne Jenet - Kim Dong-Hwan - Kim Jae-Hoon | - Gate - Hotaru Futaba - Khushnood Butt - Hokutomaru - Freeman - Tizoc |

## Platforms
| Jaar | Platform                    |
| ---- | --------------------------- |
| 1999 | Arcade                      |
| 2000 | Neo Geo                     |
| 2001 | Dreamcast                   |
| 2005 | PlayStation 2               |
| 2009 | Xbox Live Arcade            |
| 2015 | Mobiel, PlayStation Network |
| 2016 | Windows                     |
| 2017 | Nintendo Switch             |
| 2018 | PlayStation 4, Xbox One     |